# Białowodzki Żleb

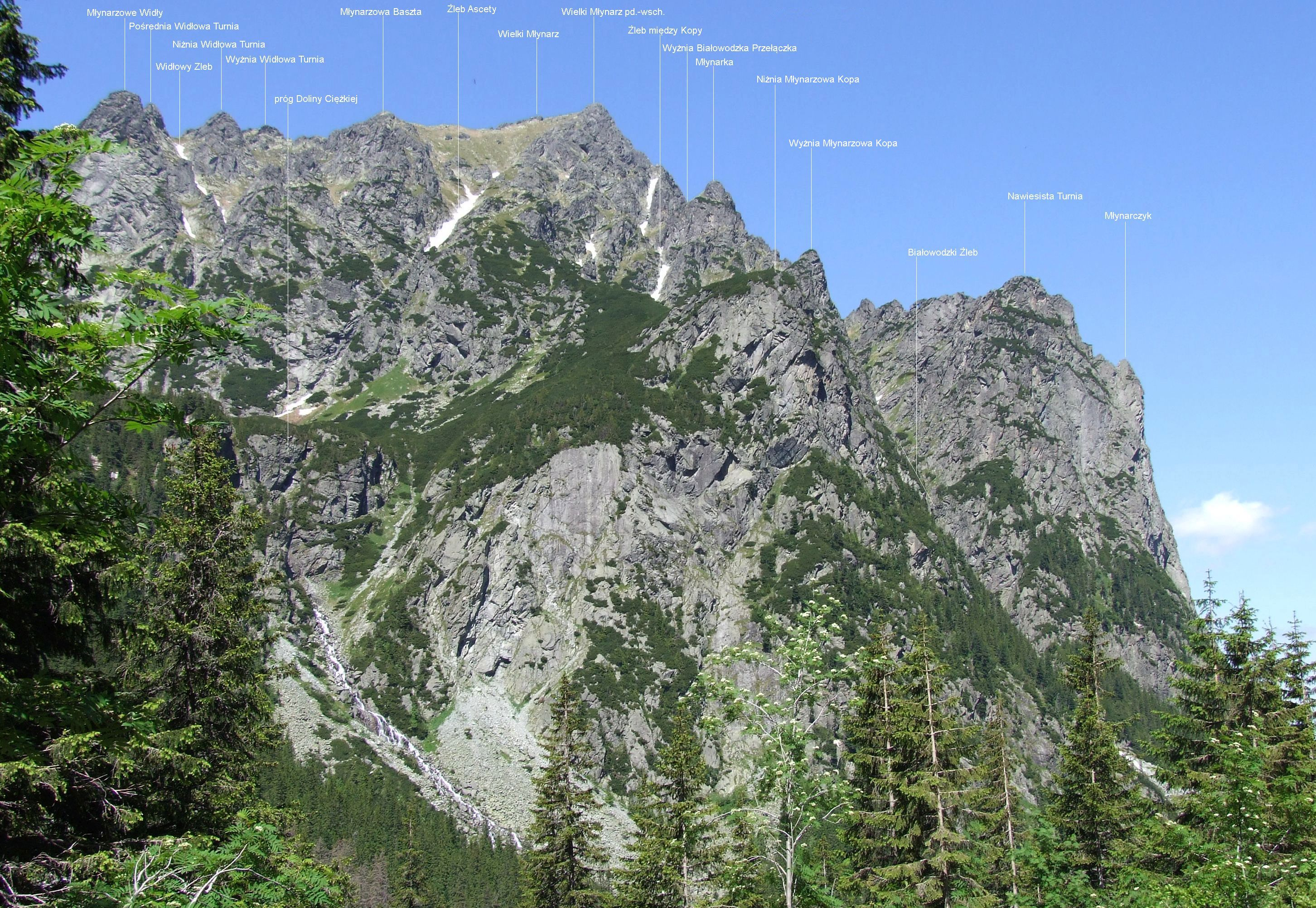
Widok od południowego wschodu

Białowodzki Żleb słow. Bielovodský žÍab, ok. 1855 m – żleb w masywie Młynarza w słowackich Tatrach Wysokich.  Stanowi prawą (patrząc od dołu) odnogę Białowodzkiego Koryta. Drugą odnogą jest Żleb między Kopy. Obydwa uchodzą do Białowodzkiego Koryta. Górą Białowodzki Żleb podchodzi pod Pośrednią Białowodzką Przełączkę.
Białowodzki Żleb ma duże odcinki łatwe do przejścia, ale są w nim także pionowe progi. W środkowej części żlebu znajduje się Białowodzki Kociołek. Poniżej kociołka żleb tworzy wąski kanion ograniczony przez ściany Nawiesistej Turni i Wyżniej Młynarzowej Kopy. W kanionie znajduje się próg o wysokości około 30 m. Jest to najwyższy próg całego żlebu. Zimą tworzy się na nim lodospad, poza tym cały żleb jest zaśnieżony.
Dolną część żlebu (poniżej kociołka) wykorzystywali taternicy do schodzenia po zjazdach z pobliskich turni. Nikt nie przeszedł całego żlebu za jednym razem. Z dolnych progów taternicy zjeżdżali, w górę dolną część żlebu pokonywano tylko zimą. Górną część (powyżej kociołka) pokonywano natomiast wyłącznie latem.
Autorem nazwy żlebu jest Władysław Cywiński.